# A9 (Zypern)
Die Autobahn A9 ist eine Autobahn auf Zypern. Die Autobahn bildet eine Ost-West-Verbindung von der Hauptstadt Nikosia nach Denia und ist zwanzig Kilometer lang.

## Straßenbeschreibung
Die A9 verbindet die ländlichen Gebiete des nördlichen Troodos-Gebirges mit Nikosia. Sie beginnt als städtische Straße in Nikosia und wird auf der Westseite der Stadt zur Autobahn. Die Strecke führt entlang der Grenze zum türkischen Teil Zyperns. Die Autobahn ist vierspurig und endet zurzeit zwischen Denia und Akaki an einem Kreisverkehr mit der B9.

## Geschichte
Die Autobahn zwischen Nikosia und Dhenia wurde im Jahr 2006 für den Verkehr freigegeben.

## Zukunft
Im Jahr 2012 wurde eine Erweiterung nach Westen bis Astromeritis geplant, mit der die Autobahn dann 65 km lang wäre. Diese sollte bis 2016 fertiggestellt werden; der Bau wurde aufgrund der Finanzkrise in Zypern jedoch verschoben. Im Oktober 2022 begannen Bauarbeiten an einem 11 km langen Abschnitt zwischen Astromeritis und Evrychou. Der Ausbau dieses Abschnitts kostet rund 90 Millionen Euro und soll Ende 2025 abgeschlossen sein. Nach Abschluss der Bauarbeiten soll der Ausbau der voraussichtlich 19 km langen Teilstrecke zwischen Akaki und Astromeritis begonnen werden.